# Guerguer
Guerguer (em turco: Gerger; (em armênio: Գարգար; romaniz.: Gargar; (em curdo: Aldûş; romaniz.: Alduxe) é uma aldeia e distrito da província de Adeiamane, na Turquia. O distrito tem 668 km² de área e em dezembro de 2021 tinha 16 416 habitantes (densidade: 24,6 hab./km²), dos quais 2 753 na aldeia. É povoado principalmente por curdos de diferentes origens tribais e situa-se à beira da barragem de Atatürk, do rio Eufrates.

## História
No século III a.C., sob o nome de Arsameia, foi fundada pelo rei Arsames I de Sofena. Pensa-se que Arsameia serviu como o mais antigo local de sepultamento da realeza de Sofena. Antíoco I (r. 70–31 a.C.), rei de Comagena, a expandiu como hierotésio (monumento funerário) para seu avô Samo II (r. 130–109 a.C.) e seus ancestrais, bem como fundou o precinto da deusa Argandene. Desse período resta uma relevo monumental de Samo II e seções da inscrição cúltica.
No século XI, a cidade formou um posto avançado defensivo para o Império Bizantino, juntamente com a cidade de Edessa, Samósata, Hisne Mançor (Ḥiṣn Manṣūr) e Casanara e parece ter tido uma guarnição considerável. Depois que o governante bizantino sobre a região desapareceu, a região ao redor do mosteiro de Mor Bar Sauma e de Guerguer tornou-se uma base de poder para chefes locais de origem síria e armênia, e a cidade estava sob o controle de Constantino de Gargar.
De acordo com o The Geographical Journal em 1896, Guerguer tinha 750 habitantes, a maioria deles curdos, com exceção de alguns oficiais otomanos e armênios. Em 2018, arqueólogos foi descoberta uma caverna que era usada durante cerimônias religiosas por cristãos durante o período bizantino. Figuras em cruz foram encontradas dentro da caverna.